# WTA Chicago
Das WTA Chicago ist ein Damen-Tennisturnier der WTA Tour, das in Chicago, Vereinigte Staaten, ausgetragen wird. Martina Navrátilová gewann das Turnier insgesamt zwölfmal und erreichte 14 Finals, beides Rekorde in der Open Era.
Seit 2021 werden mit dem WTA Chicago Women’s Open und dem Chicago Fall Tennis Classic wieder WTA-Turniere in Chicago ausgetragen.

## Siegerliste

### Einzel
| Jahr                            | Sieger                   | Finalgegner               | Ergebnis                 |
| ------------------------------- | ------------------------ | ------------------------- | ------------------------ |
| 1971                            | Françoise Dürr           | Billie Jean King          | 6:4, 6:2                 |
| 1972                            | fand kein Turnier statt! | fand kein Turnier statt!  | fand kein Turnier statt! |
| 1973                            | Margaret Court           | Billie Jean King          | 6:2, 4:6, 6:4            |
| 1974                            | Virginia Wade            | Rosie Casals              | 2:6, 6:4, 6:4            |
| 1975                            | Margaret Court           | Martina Navrátilová       | 6:3, 3:6, 6:2            |
| 1976                            | Evonne Cawley            | Virginia Wade             | 3:6, 6:3, 6:2            |
| 1977                            | Chris Evert              | Margaret Court            | 6:1, 6:3                 |
| 1978                            | Martina Navratilova      | Evonne Cawley             | 6:7, 6:2, 6:2            |
| 1979                            | Martina Navratilova      | Tracy Austin              | 6:3, 6:4                 |
| 1980                            | Martina Navratilova      | Chris Evert-Lloyd         | 6:4, 6:4                 |
| 1981                            | Martina Navratilova      | Hana Mandlíková           | 6:4, 6:2                 |
| 1982                            | Martina Navratilova      | Wendy Turnbull            | 6:4, 6:1                 |
| 1983                            | Martina Navratilova      | Andrea Jaeger             | 6:3, 6:2                 |
| 1984                            | Pam Shriver              | Barbara Potter            | 7:6, 2:6, 6:3            |
| 1985                            | Bonnie Gadusek           | Kathy Rinaldi             | 6:1, 6:3                 |
| 1986                            | Martina Navratilova      | Hana Mandlíková           | 7:5, 7:5                 |
| 1987                            | Martina Navratilova      | Natallja Swerawa          | 6:1, 6:2                 |
| ↓ Kategorie: Tier III ↓         |                          |                           |                          |
| 1988                            | Martina Navratilova      | Chris Evert               | 6:2, 6:2                 |
| 1989                            | Zina Garrison            | Laryssa Sawtschenko       | 6:3, 2:6, 6:4            |
| ↓ Kategorie: Tier I ↓           |                          |                           |                          |
| 1990                            | Martina Navratilova      | Manuela Maleewa-Fragnière | 6:3, 6:2                 |
| ↓ Kategorie: Tier II ↓          |                          |                           |                          |
| 1991                            | Martina Navratilova      | Zina Garrison-Jackson     | 6:1, 6:2                 |
| 1992                            | Martina Navratilova      | Jana Novotná              | 7:6, 4:6, 7:5            |
| 1993                            | Monica Seles             | Martina Navratilova       | 3:6, 6:2, 6:1            |
| 1994                            | Natallja Swerawa         | Chanda Rubin              | 6:3, 7:5                 |
| 1995                            | Magdalena Maleewa        | Lisa Raymond              | 7:5, 7:6                 |
| 1996                            | Jana Novotná             | Jennifer Capriati         | 6:4, 3:6, 6:1            |
| 1997                            | Lindsay Davenport        | Nathalie Tauziat          | 6:0, 7:5                 |
| 1998 bis 2020: keine Austragung |                          |                           |                          |
| 2021                            |                          |                           |                          |
| ↓ Kategorie: 250 ↓              |                          |                           |                          |
| Elina Switolina                 | Alizé Cornet             | 7:5, 6:4                  |                          |
| ↓ Kategorie: 500 ↓              |                          |                           |                          |
| Garbiñe Muguruza                | Ons Jabeur               | 3:6, 6:3, 6:0             |                          |

### Doppel
| Jahr                            | Siegerinnen                          | Finalgegnerinnen                         | Ergebnis                 |
| ------------------------------- | ------------------------------------ | ---------------------------------------- | ------------------------ |
| 1971                            | Judy Tegart Dalton Françoise Dürr    | Rosie Casals Billie Jean King            | 6:4, 7:6                 |
| 1972                            | fand kein Turnier statt!             | fand kein Turnier statt!                 | fand kein Turnier statt! |
| 1973                            | Rosie Casals Billie Jean King        | Karen Krantzcke Betty Stöve              | 6:4, 6:2                 |
| 1974                            | Chris Evert Billie Jean King         | Françoise Dürr Betty Stöve               | 3:6, 6:4, 6:4            |
| 1975                            | Chris Evert Martina Navrátilová      | Margaret Court Olga Morosowa             | 6:2, 7:6                 |
| 1976                            | Olga Morosowa Virginia Wade          | Evonne Cawley Martina Navratilova        | 6:7, 6:4, 6:4            |
| 1977                            | Rosie Casals Chris Evert             | Margaret Court Betty Stöve               | 6:3, 6:4                 |
| 1978                            | Betty Stöve Evonne Cawley            | Rosie Casals JoAnne Russell              | 6:1, 6:4                 |
| 1979                            | Rosie Casals Betty-Ann Stuart        | Ilana Kloss Greer Stevens                | 3:6, 7:5, 7:5            |
| 1980                            | Billie Jean King Martina Navratilova | Sylvia Hanika Kathy Jordan               | 6:3, 6:4                 |
| 1981                            | Martina Navratilova Pam Shriver      | Barbara Potter Sharon Walsh              | 6:3, 6:1                 |
| 1982                            | Martina Navratilova Pam Shriver      | Rosie Casals Wendy Turnbull              | 7:5, 6:4                 |
| 1983                            | Martina Navratilova Pam Shriver      | Kathy Jordan Anne Smith                  | 6:1, 6:2                 |
| 1984                            | Billie Jean King Sharon Walsh        | Barbara Potter Pam Shriver               | 5:7, 6:3, 6:3            |
| 1985                            | Kathy Jordan Elizabeth Smylie        | Elise Burgin JoAnne Russell              | 6:2, 6:2                 |
| 1986                            | Claudia Kohde-Kilsch Helena Suková   | Steffi Graf Gabriela Sabatini            | 6:7, 7:6, 6:3            |
| 1987                            | Claudia Kohde-Kilsch Helena Suková   | Zina Garrison Lori McNeil                | 6:4, 6:3                 |
| ↓ Kategorie: Tier III ↓         |                                      |                                          |                          |
| 1988                            | Lori McNeil Betsy Nagelsen           | Laryssa Sawtschenko Natallja Swerawa     | 6:4, 3:6, 6:4            |
| 1989                            | Laryssa Sawtschenko Natallja Swerawa | Jana Novotná Helena Suková               | 6:3, 2:6, 6:3            |
| ↓ Kategorie: Tier I ↓           |                                      |                                          |                          |
| 1990                            | Martina Navratilova Anne Smith       | Arantxa Sánchez Vicario Nathalie Tauziat | 6:7, 6:4, 6:3            |
| ↓ Kategorie: Tier II ↓          |                                      |                                          |                          |
| 1991                            | Gigi Fernández Jana Novotná          | Martina Navratilova Pam Shriver          | 6:2, 6:4                 |
| 1992                            | Martina Navratilova Pam Shriver      | Katrina Adams Zina Garrison-Jackson      | 6:4, 7:6                 |
| 1993                            | Katrina Adams Zina Garrison-Jackson  | Amy Frazier Kimberly Po                  | 7:6, 6:3                 |
| 1994                            | Gigi Fernández Natallja Swerawa      | Manon Bollegraf Martina Navratilova      | 6:3, 3:6, 6:4            |
| 1995                            | Gabriela Sabatini Brenda Schultz     | Marianne Werdel Tami Whitlinger-Jones    | 5:7, 7:6, 6:4            |
| 1996                            | Lisa Raymond Rennae Stubbs           | Angela Lettiere Nana Miyagi              | 6:1, 6:1                 |
| 1997                            | Alexandra Fusai Nathalie Tauziat     | Lindsay Davenport Monica Seles           | 6:3, 6:2                 |
| 1998 bis 2020: keine Austragung |                                      |                                          |                          |
| 2021                            |                                      |                                          |                          |
| ↓ Kategorie: 250 ↓              |                                      |                                          |                          |
| Nadija Kitschenok Raluca Olaru  | Ljudmyla Kitschenok Makoto Ninomiya  | 7:66, 5:7, [10:8]                        |                          |
| ↓ Kategorie: 500 ↓              |                                      |                                          |                          |
| Květa Peschke Andrea Petković   | Caroline Dolehide Coco Vandeweghe    | 6:3, 6:1                                 |                          |